# ديف هنتر
ديف هنتر (بالإنجليزية: Dave Hunter)‏ هو لاعب هوكي الجليد أمريكي، ولد في 1958 في Petrolia, Ontario ‏ في كندا.

## وصلات خارجية
- ديف هنتر على موقع دوري الهوكي الوطني (الإنجليزية)
- ديف هنتر على موقع EliteProspects.com (الإنجليزية)
- ديف هنتر على موقع HockeyDB.com (الإنجليزية)
- ديف هنتر على موقع Hockey-Reference.com (الإنجليزية)